# Zhaotong
Zhaotong (en chino, 昭通市; pinyin, Zhāotōng, (escuchar)ⓘ) es una ciudad-prefectura en la provincia de Yunnan, República Popular China. Situada aproximadamente a 300 kilómetros de la capital provincial. Limita al norte con Yibin, al sur con Qujing, al oeste con Panzhihua de Sichuan y al este con Liupanshui de Guizhou. Su área es de 23192 km² y su población es de 5,45 millones.
La ciudad es casi exclusivamente agrícola y también es una de las más pobres de China, lo que llevó a las autoridades a motivar a los jóvenes a emigrar a otras partes del este y el sur de China en busca de trabajo. Para el año 2003, el número de emigrantes fue 650 000. El gobierno quería que el número aumentara a 50 000 en 2004.
En agosto de 2014 un sismo de magnitud 6,3 dejó más de 370 muertos y 1881 heridos en un área montañosa del condado Ludian (鲁甸县).

## Administración
La ciudad prefectura de Zhaotong está conformada de 11 localidades que se
administran en 1 distrito urbano, 1 ciudad suburbana y 9 condados.
- Distrito Zhaoyang 昭阳区
- Condado Ludian 鲁甸县
- Condado Qiaojia 巧家县
- Condado Yanjin 盐津县
- Condado Yongshan 永善县
- Condado Suijiang 绥江县
- Condado Zhenxiong 镇雄县
- Condado Yiliang 彝良县
- Condado Weixin 威信县
- Ciudad Shuifu 水富市
- Condado Daguan 大关县

## Transporte
- AeropuertoZhaotong (ZAT), destino del vuelo a la capital de Yunnan, Kunming.
- Servicio de tren a Kunming
- Zhaotong está conectada con Chongqing y Kunming por medio de la red nacional de carreteras.
- Pasa la Carretera Nacional de China 213

## Economía
Las principales industrias en la ciudad son la minería, el tabaco y el cemento.
Zhaotong tiene algunas de las mayores fuentes de Lignito en China.

## Clima
Los inviernos en la ciudad son fríos y secos y los veranos son calientes y húmedos, es extraño que la temperatura baje de 0 °C en las noches, ya que en el día es de alrededor de 10 °C, lo contrario del verano donde supera los 25 °C. La mayoría de la lluvia se precipita de mayo a septiembre.
| Parámetros climáticos promedio de Zhaotong (1971−2000) | Parámetros climáticos promedio de Zhaotong (1971−2000) | Parámetros climáticos promedio de Zhaotong (1971−2000) | Parámetros climáticos promedio de Zhaotong (1971−2000) | Parámetros climáticos promedio de Zhaotong (1971−2000) | Parámetros climáticos promedio de Zhaotong (1971−2000) | Parámetros climáticos promedio de Zhaotong (1971−2000) | Parámetros climáticos promedio de Zhaotong (1971−2000) | Parámetros climáticos promedio de Zhaotong (1971−2000) | Parámetros climáticos promedio de Zhaotong (1971−2000) | Parámetros climáticos promedio de Zhaotong (1971−2000) | Parámetros climáticos promedio de Zhaotong (1971−2000) | Parámetros climáticos promedio de Zhaotong (1971−2000) | Parámetros climáticos promedio de Zhaotong (1971−2000) |
| Mes                                                    | Ene.                                                   | Feb.                                                   | Mar.                                                   | Abr.                                                   | May.                                                   | Jun.                                                   | Jul.                                                   | Ago.                                                   | Sep.                                                   | Oct.                                                   | Nov.                                                   | Dic.                                                   | Anual                                                  |
| ------------------------------------------------------ | ------------------------------------------------------ | ------------------------------------------------------ | ------------------------------------------------------ | ------------------------------------------------------ | ------------------------------------------------------ | ------------------------------------------------------ | ------------------------------------------------------ | ------------------------------------------------------ | ------------------------------------------------------ | ------------------------------------------------------ | ------------------------------------------------------ | ------------------------------------------------------ | ------------------------------------------------------ |
| Temp. máx. media (°C)                                  | 9.4                                                    | 11.8                                                   | 16.8                                                   | 20.5                                                   | 22.4                                                   | 23.4                                                   | 24.9                                                   | 24.7                                                   | 21.3                                                   | 17.4                                                   | 13.9                                                   | 10.6                                                   | 18.1                                                   |
| Temp. mín. media (°C)                                  | −1.9                                                   | −0.1                                                   | 3.3                                                    | 7.6                                                    | 11.5                                                   | 14.3                                                   | 15.7                                                   | 15.0                                                   | 12.5                                                   | 8.7                                                    | 3.9                                                    | −0.4                                                   | 7.5                                                    |
| Precipitación total (mm)                               | 8.6                                                    | 7.2                                                    | 13.2                                                   | 32.1                                                   | 73.7                                                   | 125.1                                                  | 158.4                                                  | 121.8                                                  | 91.2                                                   | 50.6                                                   | 18.5                                                   | 4.6                                                    | 705.0                                                  |
| Días de precipitaciones (≥ 0.1 mm)                     | 5.5                                                    | 6.5                                                    | 6.5                                                    | 9.9                                                    | 14.6                                                   | 17.6                                                   | 16.7                                                   | 17.0                                                   | 16.6                                                   | 14.5                                                   | 8.1                                                    | 4.6                                                    | 138.1                                                  |
| Fuente: Weather China                                  |                                                        |                                                        |                                                        |                                                        |                                                        |                                                        |                                                        |                                                        |                                                        |                                                        |                                                        |                                                        |                                                        |